# Grexit
Grexit és un neologisme que es refereix a la retirada de Grècia de la Zona Euro per retornar a la Dracma. El mot prové de la paraula composta anglesa Greece (Grècia) i "exit" (eixida o sortida). Un terme similar és Spexit i que es refereix a la sortida d'Espanya de la Zona Euro. Grexit va ser utilitzat per primera vegada el 6 de febrer del 2012 pels analistes del Citigroup, Willem Buiter i H. Rahbari Ebrahim. Feien referència a un grup de treball creat per països de la zona euro que treballava ja per la possible sortida de Grècia, mirant de preparar la Zona Euro.